# Merri River
Merri River är ett vattendrag i Australien. Det ligger i delstaten Victoria, omkring 230 kilometer väster om delstatshuvudstaden Melbourne.
Genomsnittlig årsnederbörd är 931 millimeter. Den regnigaste månaden är juni, med i genomsnitt 129 mm nederbörd, och den torraste är februari, med 22 mm nederbörd.